# المقران (حزم العدين)

تعديل مصدري - تعديل

المقران محلة تابعة لقرية قهنات، التابعة لعزلة حقين بمديرية حزم العدين إحدى مديريات محافظة إب في الجمهورية اليمنية، بلغ تعداد سكانها 29 حسب تعداد اليمن لعام 2004.